# NGC 2188
NGC 2188 (другие обозначения — ESO 364-37, MCG -6-14-8, AM 0608-340, LEDA 18536, PGC 18536) — магелланова спиральная галактика с перемычкой в созвездии Голубя. Открыта 9 января 1836 года английским астрономом Джоном Гершелем. Видна земному наблюдателю с ребра. Имеет диаметр около 50 000 световых лет.
Этот объект входит в число перечисленных в оригинальной редакции «Нового общего каталога».
Один конец диска галактики имеет дефицит межзвёздного газа. Нейтральный газ в галактики распространяется и в гало, на расстояние 2 килопарсек от средней плоскости объекта, а ионизированный газ простирается от большого комплекса звёздообразования до расстояния 500 килопарсек от начала  гало. NGC 2188 имеет связь диска с гало. В галактике присутствуют особые «нити» из ионизированного водорода, а также, по крайней мере один сверхпузырь.